# Roland Herberg
Roland Herberg (Messina, 15 febbraio 1975) è un ex arbitro di calcio italiano.

## Carriera
Appartenente alla sezione AIA di Messina. Viene promosso nella stagione 2001-2002 alla CAN PRO dirige per quattro stagioni in questa categoria, sommando 53 presenze.
Nella stagione 2005-2006 viene promosso nella CAN A e B, esordisce prima nel campionato cadetto, a Bergamo il 14 settembre 2005 nella partita Albinoleffe-Rimini (2-2), dopo tre mesi dirige per la prima volta nella massima serie, a Firenze il 10 dicembre 2005 nell'incontro Fiorentina-Treviso(1-0), in Serie A dirige per due stagioni sommando 7 presenze, l'ultima delle quali il 27 maggio 2007, ad Ascoli Piceno nell'ultima giornata di campionato, nella gara Ascoli-Cagliari (2-1).. Nella stagione 2007-2008 dirige ancora, ma solo in Serie B ed in Coppa Italia, l'ultima direzione il 1º giugno 2008 a Ravenna, l'incontro di Serie B Ravenna-Cesena (0-0). L'arbitro siciliano ha un consuntivo finale di 7 partite dirette in Serie A, 4 in Coppa Italia, 45 in Serie B e 53 in Serie C.
Smesso di arbitrare, ha continuato la sua carriera già avviata, di Medico specialista in Medicina dello Sport. È divenuto vice-presidente della Sezione Arbitri di Messina. Un paio di anni dopo che aveva concluso la carriera arbitrale, è stato chiamato a far parte della Commissione che designa gli arbitri, che dirigono le partite del Campionato Nazionale Dilettanti.